# Folke Jupiter
Folke Johannes Jupiter, född 2 januari 1913 i Visby, död 1979, var en svensk konstnär. 
Han var son till smeden Emil Jupiter och Emma Andersson och från 1940 gift med Ingegärd Johannesson. Folke Jupiter utblidade sig först till guldsmed och uppnade senare egen gravyrateljé, även om han även målade på fritiden. 1943 beslutade han sig dock för att bli konstnär. Jupiter studerade vid Tekniska skolan och vid Otte Skölds målarskola i Stockholm samt under studieresor till Frankrike, Italien och Spanien. Separat ställde han bland annat ut på Norrköpings konstmuseum och på Lilla Paviljongen i Stockholm. Han medverkade i samlingsutställningar med Gotlands konstförening och på Gummesons konsthall, tillsammans med Folcke Löwendahl och Göte Long ställde han ut i Örebro, och tillsammans med Reuben Hedin ställde han ut i Jönköping. Bland hans offentliga arbeten märks en Kristusmålning i Alskogs kyrka. Hans konst består av målade landskap och figurmotiv utförda i olja. En minnesutställning med Jupiters konst visades på Gotlands konstmuseum 1989.